# Xenopipo holochlora
Xenopipo holochlora là một loài chim trong họ Pipridae.